# Ischia Forastera
L'Ischia Forastera è un vino DOC la cui produzione è consentita nell'isola di Ischia (NA)

## Caratteristiche organolettiche
- colore: paglierino più o meno intenso.
- odore: vinoso, caratteristico, delicato.
- sapore: asciutto, armonico.

## Abbinamenti consigliati
Generalmente per accompagnare la cucina tipica dell'isola di Ischia.

## Produzione
Provincia, stagione, volume in ettolitri
- Napoli  (1993/94)  194,32
- Napoli  (1994/95)  203,13
- Napoli  (1995/96)  271,8
- Napoli  (1996/97)  192,24